# فرودگاه نیروی هوایی سلطنتی ویکنبی
فرودگاه نیروی هوایی سلطنتی ویکنبی (به انگلیسی: RAF Wickenby) یک فرودگاه همگانی است که یک باند فرود بتن دارد و طول باند آن ۵۳۰ متر است. این فرودگاه در کشور انگلستان قرار دارد و در ارتفاع ۲۵ متری از سطح دریا واقع شده است.